# Воззвание к жителям бывшего Великого княжества Литовского

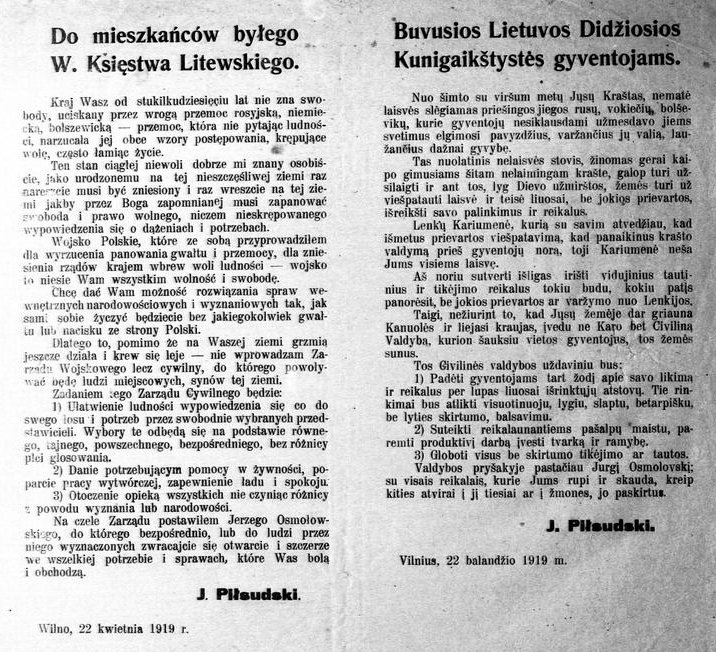
Двуязычное воззвание Пилсудского к жителям бывшего Великого княжества Литовского (22 апреля 1919 г.)

Воззвание к жителям бывшего Великого княжества Литовского — обращение Юзефа Пилсудского к жителям Литвы, в котором заявил о создании гражданского правительства для решения вопроса о принадлежности территорий бывшего Великого княжества и о самоопределении жителей региона. Было опубликовано 22 апреля 1919 года на четырех языках — польском, литовском, белорусском и идиш, сразу после занятия Вильнюса польскими войсками в ходе Советско-польской войны и изгнание из города советского правительства.
В своем послании Пилсудский убеждал белорусов, литовцев и других в том, что польские войска пришли на эти земли только с целью освобождения от большевизма и что в дальнейшем освобожденные народы получат «возможность решать внутренние, национальные и религиозные дела без какого бы то ни было насилия и давления со стороны Польши», чему послужит гражданская власть, которая будет сформирована «из людей местных, сынов этой земли» — из представителей всех национальных групп.

## Исторический контекст

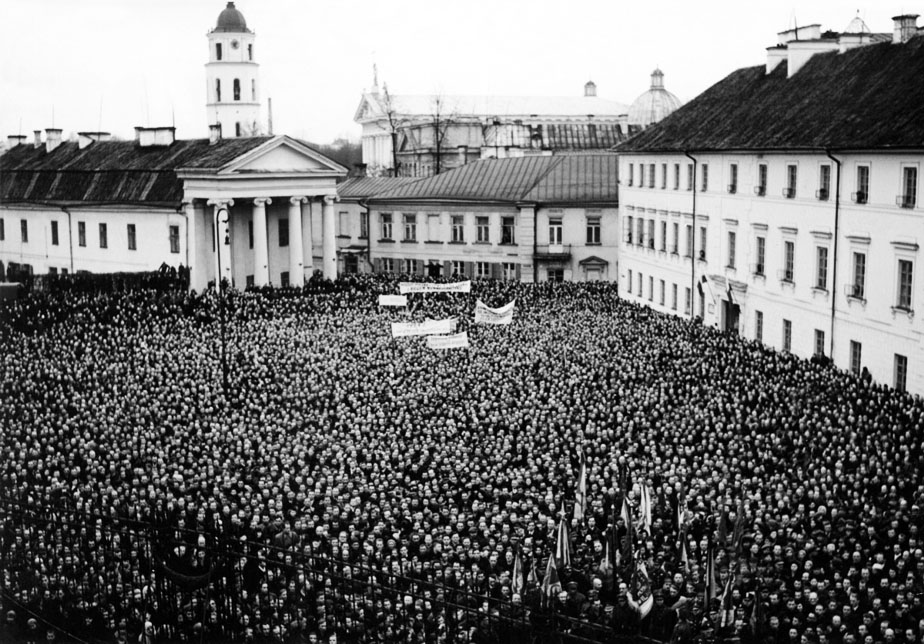
Жители Вильно встречают польских солдат

После окончания первой мировой войны, когда в ноябре 1918 г. Польша снова обрела свою государственность. На Парижской мирной конференции, которая проходила с 18 января 1919 г. по 21 января 1920 г. предполагалось решить вопрос о польских границах. Граница должна была пройти по принципу этнического проживания. Но окончательное решение на конференции так и не было принято. Поляки же мечтали восстановить Польшу в прежних границах до разделов XVIII в. Все предложения РСФСР об установление дипломатических отношений были отвергнуты, а с апреля 1919 г. польская армия начала наступление по широкому фронту. Для достижения успеха в войне против Советской России польское правительство вело активные переговоры с недавно образовавшимися независимыми прибалтийскими государствами, с целью создания антибольшевистского фронта. Так же было заключено соглашение с Симоном Петлюрой о присоединении к Польше Галиции взамен на военную помощь против большевиков.
1 января 1919 г. была создана Советская Социалистическая Республика Беларусь и вскоре объединена с Литвой. Решение о создании Белорусской советской республики, как и Литовско-Белорусской Советской Социалистической Республики, было вынужденным и продиктованным в первую очередь сложными внешнеполитическими условиями для советской власти. Советская Россия стремилась ограничить территориальные претензии Польши на белорусские земли и использовала для этого национальный вопрос.
Ю. Пилсудский, чтобы избежать обвинений в экспансионизме, обратился к идее федерации Литвы и Белоруссии под покровительством Польши. Эта идея приобрела широкую популярность в польском обществе и пользовалась поддержкой со стороны держав Антанты. Для захвата Вильно Ю. Пилсудский с начала 1919 г. разрабатывал новый план, продолжая для прикрытия развивать идею федерации.
Смысл плана Пилсудского был в том, чтобы перетянуть общественное мнение и местных политиков на свою сторону и в результате включить Литву в сферу влияния Польши. Тем не менее в литовском Ковно планы Ю. Пилсудского (как и советская версия буферной республики) не нашли понимания и поддержки, и великие державы на мирной конференции согласились установить демаркационную линию, ограничивающую дальнейшую возможность продвижения польских войск, то есть отделяющую Виленщину от остальной Литвы. Истинные взгляды Пилсудского в это время наиболее адекватно, пожалуй, переданы его личным секретарем в 1918—1922 гг. К. Свитальским, сделавшим в своем дневнике в конце 1919 г. следующую запись: «Не следует принципиально противопоставлять аннексионистскую и федералистскую концепции, одна не исключает другой, дело только в возможности поставить федералистское решение впереди, чтобы в случае, если ее не удастся реализовать, оставался второй выход».

## Реакция на воззвание
Но коренное население Литвы и Белоруссии не доверяло польскому лидеру, широко применявшему военную силу. В Вильно не нашлось политиков-литовцев, которые согласились бы вместе с поляками образовать коалиционную власть в городе, готовую к переговорам о федерации. Литовское правительство, находившееся в Ковно (Каунас), по-прежнему на все предложения Варшавы выдвигало в качестве предварительного условия требование признать Вильно столицей литовского государства. И таким образом, с согласия великих держав была установлена демаркационная линия, ограничивающая дальнейшую возможность продвижения польских войск, то есть отделяющей Виленщину от остальной Литвы.
Вскоре польские войска взяли Минск, а затем фронт стабилизировался на линии Полоцк-Борисов-Бобруйск-Заслав-р. Збруч. Однако после провала переговоров с Советской Россией (они даже не начались из-за противоречий относительно места проведения), польские войска перешли в наступление. 7 мая они заняли Киев, однако впоследствии вынуждены были отступить под ударами конницы Будённого на Украине и войск М. Тухачевского в Белоруссии.
Соседи Польши, прежде всего Литва, заняли в советско-польском конфликте просоветскую позицию. Литовцы пропускали через свою территорию отряды Красной армии, а после занятия советскими войсками Виленщины между Советской Россией и Литвой был подписан договор, в котором предусматривалась передача Литве, помимо Вильно, Сморгони, Лиды и Гродно. 19 августа начались мирные переговоры между Польшей и Советской Россией в Минске, а за три дня до этого состоялось успешное контрнаступление польских войск под Варшавой. После освобождения этнической Польши стоял вопрос о силовом возвращении Вильно. Однако, учитывая позиции держав Антанты, Ю. Пилсудский организовал «бунт», который совершили отряды дивизии Л. Желиговского, состоящей частично из поляков, населяющих Виленский край. Без приказа они заняли Вильно, а затем здесь было образовано квазигосударство Срединная Литва. 20 февраля 1922 г. избранный Виленский сейм в Вильно принял решение о вхождении Средней Литвы в состав Польши, что было явным нарушением всех международных норм. Вместе с тем союзники, несмотря на протесты и переговоры с Ю. Пилсудским, вынуждены были в очередной раз признать fait acompli. Литва же вплоть до Второй мировой войны официально считала (это было записано в Конституции) Вильно своей столицей, не нормализуя отношений с Варшавой.